# 郎歸威 (新南威爾斯州)
郎歸威是澳洲新南威爾斯州雪梨的一個港口市區，位於雪梨商業中心區以北8（5.0英里）處，連交議局地方政府行政區內。
該區毗鄰連交河，於1870年代開始成為住宅區，1920年代正式成為雪梨的市區。

## 知名居民
- 妮歌·潔曼
- 約翰·紐康姆

## 外部連結
- 中的“Lane Cove”

33°49′59″S 151°09′54″E / 33.83309°S 151.16494°E